# 1995 UX5
1995 UX5 är en asteroid i huvudbältet som upptäcktes den 21 oktober 1995 av de båda japanska astronomerna Seiji Ueda och Hiroshi Kaneda i Kushiro.
Den tillhör asteroidgruppen Vesta.